# 俄·雷必喜饶
俄·雷必喜饶（藏語：རྔོག་ལེགས་པའི་ཤེས་རབ་，威利转写：rngog legs pa'i shes rab），11世纪人，藏传佛教噶当派高僧。
雷必喜饶出年于吐蕃贵族家族，相传为赤松德赞时期大臣俄钦波之后。他幼年时从征·益喜云丹出家为僧，后又前往康区，跟随赛尊学法。他还被阿里古格王派至克什米尔学法，曾协助仁钦桑布翻译佛教经典。
1054年他回到卫藏，创建了扎纳寺。后与纳错译师一同拜见阿底峡，并成为其心传弟子。1073年他又建立了内邬托寺（桑浦寺）。他与其侄俄·洛丹喜饶讲授《量决定论》与《慈氏五论》，尤其侧重因明，使桑浦寺成为了研习因明学的中心。